# Раба (приток Вислы)
Ра́ба (пол. Raba) — река в Польше, правый приток Вислы, протекает в центральной части Малопольского воеводства на юге страны.
Длина реки составляет 132 км, площадь водосборного бассейна — 1,5 тыс. км². Средний расход воды в нижнем течении около Прошувки с 1951 по 1990 года — 17 м³/с.
Раба начинается в Высоких Бескидах северо-западнее Кликушовы. Генеральным направлением течения реки в верхней половине является север, в нижней — северо-восток. Впадает в верховье Вислы на высоте 177 м над уровнем моря напротив Яксице.
Крупнейший приток — Страдомка, впадает в нижнее течение справа напротив Пешхува.